# Microxydia pumaria
Microxydia pumaria är en fjärilsart som beskrevs av W. Warren 1905. Microxydia pumaria ingår i släktet Microxydia och familjen mätare. Inga underarter finns listade i Catalogue of Life.